# Efeito estérico

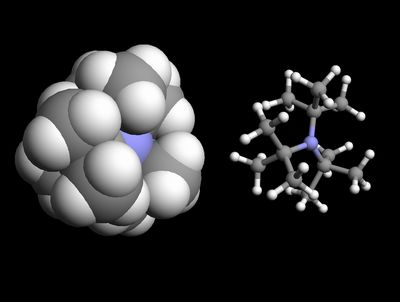
O efeito estérico de tri-(tert-butil)amina faz reações eletrofílicas, como a formação do cátion tetraalquilamônio, difícil. Esta dificuldade para eletrófilos para abordar e atacar o par isolado de elétrons do nitrogênio (que é mostrado em azul)

Os efeitos estéricos resultam de forças repulsivas entre nuvens de elétrons sobrepostas. Os efeitos estéricos são amplamente explorados na química aplicada e acadêmica.

## Impedimento estérico
O impedimento estérico é uma consequência dos efeitos estéricos e resulta na diminuição da velocidade das reações químicas devido ao volume dos grupos ligados ao centro da reação. Geralmente se manifesta em reações intermoleculares, enquanto a discussão sobre efeitos estéricos geralmente se concentra em interações intramoleculares. O impedimento estérico entre grupos adjacentes altera os ângulos de torção das ligações químicas.
O impedimento estérico é responsável pela forma observada dos rotaxanos e pelas baixas taxas de racemização dos derivados bifenil e binaftil 2,2-dissubstituídos.

## Medidas de propriedades estéricas
Como os efeitos estéricos têm um impacto profundo nas propriedades, as propriedades estéricas dos substituintes foram avaliadas por vários métodos.
Velocidade de reações químcias
As velocidades relativas de reações químicas fornecem informações úteis sobre os efeitos do volume estérico de substituintes. Sob condições padrão, o brometo de metila solvoliza 107 mais rapidamente do que o brometo de neopentil. A diferença reflete a inibição do ataque ao composto com o grupo estericamente volumoso (CH3)3C.

### Valores A
Os valores A fornecem outra medida da maior parte dos substituintes. Os valores A são derivados de medidas de equilíbrio de ciclohexanos monossubstituídos. A extensão em que um substituinte favorece a posição equatorial fornece uma medida de sua massa.

o metilcicloexano com o grupo metila na posição equatorial é mais estável por uma diferença de 1,74 kcal/mol

### Temperaturas do teto
A temperatura do teto Tc é uma medida das propriedades estéricas dos monômeros que compõem um polímero.Tc é a temperatura em que a taxa de polimerização e despolimerização é igual. Monômeros estereoquimicamente impedidos fornecem polímeros com baixos Tc,  que geralmente não são úteis.

### Ângulos de cone

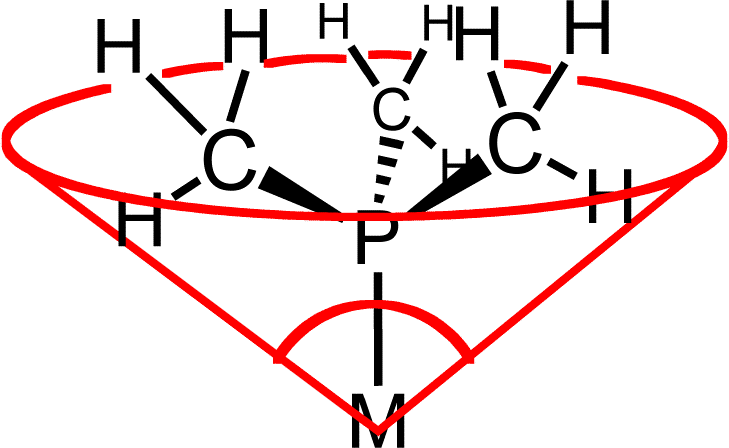

Os ângulos do cone do ligante são medidas do tamanho dos ligantes na química da coordenação. É definido como o ângulo sólido formado com o metal no vértice e os átomos de hidrogênio no perímetro do cone (veja a figura).